# Raymond Ier de Rouergue
Raymond Ier de Rouergue  (905-961) fut comte de Rouergue (937-961), marquis de Gothie.

## Biographie
Il succède à son cousin germain Raymond Pons de Toulouse à la domination des comtés de Toulouse comme comte du Rouergue, de Narbonne, d'Albigeois et du Quercy, marquis de Gothie, se rallie au roi de France et soutient en Provence et en Italie Hugues d'Arles, dont il épouse la nièce Berthe, veuve de Boson comte d'Arles.
Il est à Rome en 951 pour faire valider par le pape la concession de l'abbaye de Sainte-Enimie au monastère de Saint-Chaffre.
Il décède assassiné sur le chemin de Saint-Jacques de Compostelle en 961 ; sans qu'aucune source ne précise s'il passait "sur" ce chemin ou s'il allait en pèlerinage "vers" Compostelle !

## Descendance
Fils d'Ermengaud de Rouergue.
Marié en 945 avec Berthe fille de Boson d'Arles, comtesse d'Arles et d'Avignon, dont il eut :
- Raymond II de Rouergue, comte de Rouergue (961-1010) .

De nombreuses autres hypothèses ont été avancées sur la filiation, en particulier d'un autre mariage préalable vers des comtes Hugues et autre Raymond dont on ne sait s'ils sont d'Albi, de Toulouse ou de Carcassonne à la fin du Xe siècle.
Son fils Raymond II de Rouergue lui succéda.